# トリプルX症候群

父親の側に原因がある場合

母親の側に原因がある場合

トリプルX症候群（トリプルエックスしょうこうぐん、英: Triple X syndrome）あるいは超女性（ちょうじょせい）、スーパー女性とは、性染色体としてX染色体を3本持ち、Y染色体は持たない染色体異常のこと。この染色体異常を持つ場合、女性として発現し、この遺伝子異常を持つ女性は核形以外では通常のXX女性と区別できない。生殖器や二次性徴にはほとんど異常はなく、妊娠や分娩が可能である。
この染色体異常は出生前診断によって発見されることがある。「はじめて聞いた妊婦は自分の胎児は異常であると思う」と指摘し、トリプルX女性という呼び名のほうが適切であるとする専門家もいる。
女性1000人に1人の割合で生じ、アメリカ合衆国においては一日平均で5人から10人のトリプルX女性が誕生している。卵または精子形成の際の減数分裂の異常が原因だと考えられている。

## 症例

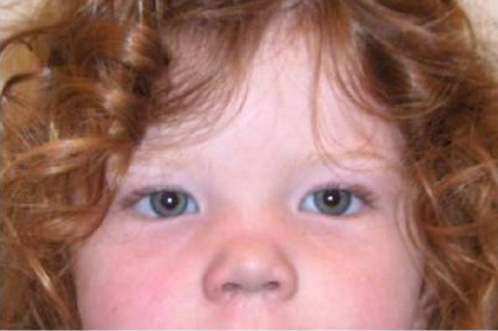
トリプルX症候群の2歳女児。際立った内眼角贅皮とともに瞳孔間距離の増大がみられる[5]。
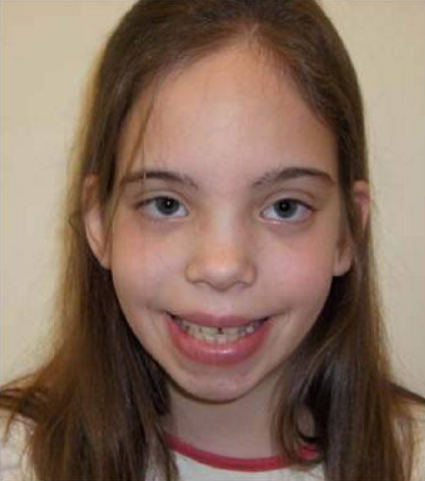
トリプルX症候群の9歳女子。こちらも瞳孔間距離の増大がみられる。
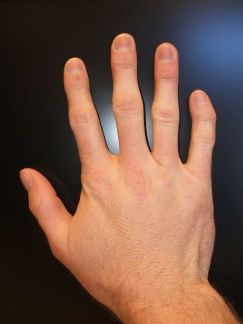
トリプルX症候群によくみられる手指湾曲の一種。
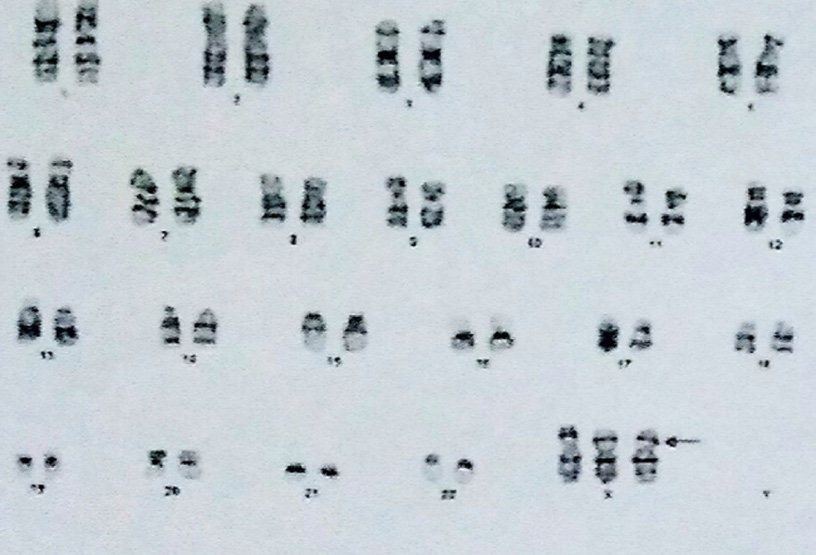
トリプルX症候群の染色体。